# Индж, Питер
Питер Энтони Индж, барон Индж (англ. Peter Anthony Inge, Baron Inge; 5 августа 1935 — 20 июля 2022) — британский фельдмаршал (1994).

## Биография

### Происхождение
Окончил колледж в городе Веллингтоне (графство Шропшир) в 1956 году.

### Служба на офицерских должностях
С 1956 года служил в Британских Вооружённых Силах. Окончил Королевскую военную академию в Сандхёрсте в 1959 году. Служил в британских войсках в Гонконге, в ФРГ, в Ливии. Затем проходил службу в аппарате Министерства обороны Великобритании и командовал ротой в Северной Ирландии, в 1971 году присвоено воинское звание майор. С 1972 года командовал батальоном. С 1977 года командовал учебным подразделением в одном из штабных колледжей Великобритании. С 1979 года — офицер штаба Британской рейнской армии на территории ФРГ.

### Служба на генеральских должностях
С 1983 года — командующий войсками Северо-Восточного военного округа (графство Йоркшир), затем возглавлял главное управление в Министерстве обороны. С 1987 года — командующий 1-м армейским корпусом, генерал-лейтенант. С 1989 года — командующий Британской Рейнской Армией и одновременно командующий войсками Северной армейской группы НАТО. Произведён в генералы.
С 1 апреля 1987 года по 31 марта 1992 года — командующий Королевской военной полицией.
С 1992 года — начальник Генерального штаба Британской армии. С марта 1994 года — начальник Штаба Вооружённых Сил Великобритании. Одновременно с назначением на эту высшую военную должность в Великобритании произведён в фельдмаршалы. Поскольку вскоре было принято решение о присвоении звания фельдмаршала только в военное время, Индж до 2012 года оставался последним лицом, удостоенным этого высшего воинского звания.

### После военной службы
С апреля 1997 года — в отставке. При выходе в отставку удостоен титула барона Индж, возведён в пожизненные пэры и назначен на почётную должность члена Тайного совета Великобритании. Продолжал весьма активную политическую деятельность, мнение Инджа по вопросам обороны высоко ценилось в Великобритании. Принимал участие в работе так называемой «Комиссии Батлера» (2004), занимавшейся расследованием информации о наличии у Саддама Хусейна оружия массового уничтожения и разведданных, представленных Великобританией. В 2000-х годах выступал с критикой британского участия в войне в Ираке и в войне в Афганистане за «отсутствие стратегических целей войны». Один из авторов нашумевшего в 2008 году меморандума о необходимости вернуться к концепции превентивного ядерного удара в качестве «последнего инструмента предотвращения использования оружия массового поражения». Также в этом меморандуме поставлен вопрос о реорганизации системы принятия решений в НАТО, в частности озвучены требования перехода от принципа принятия решений на основе консенсуса к принципу принятия решения большинством голосов и исключение возможности наложения вето странами-участницами; требование отказа от налагаемых национальными законодательствами стран-членов НАТО ограничений по участию в военных операциях НАТО; исключение из процесса принятия решений по операциям НАТО тех членов альянса, которые не принимают участия в этих операциях; использование силы без санкции Совета Безопасности ООН в тех случаях, когда требуется принятие незамедлительных мер для защиты большого числа людей.
Умер 20 июля 2022 года.

## Награды
- Рыцарь ордена Подвязки (KG, 2002)
- Рыцарь Большого креста ордена Бани (GCB, 1989; кавалер CB, 1987)